# 椰林站
椰林站（英語：Coconut Grove station）是美国佛羅里達州邁阿密-戴德縣迈阿密的一座邁阿密地鐵车站，由邁阿密-戴德公共交通局（MDT）运营管理。车站具体位置位於椰林社区的西南部，南迪克西公路（US 1）和西南第27道／格雷普兰大道（SR 9）的交界處。椰林站於1984年5月20日正式啟用，是迈阿密地铁第一阶段首批建成启用的车站之一。椰林站的建筑布局形式为高架车站，车站设有两条股道及一个岛式站台，并设有超过200个停车位的地面停车场。

## 车站结构
| P 站台层 | 南行方向                   | ▉ 迈阿密地铁绿线，往达德兰南方向（道格拉斯路） · ▉ 迈阿密地铁橙线，往达德兰南方向（道格拉斯路）        |
| P 站台层 | 岛式站台，左边车门将会开启 | |
| P 站台层 | 北行方向                   | ← ▉ 迈阿密地铁绿线，往帕尔梅托方向 （维斯盖亚） · ← ▉ 迈阿密地铁橙线，往迈阿密国际机场方向（维斯盖亚） |
| G 地面层 | 站厅                       | 出入口、巴士站、停车场                                                                                 |

## 外部連結
- Miami-Dade County: Metrorail Stations （页面存档备份，存于）